# EDGAR (Datenverarbeitungssystem)
EDGAR oder Electronic Data Gathering, Analysis, and Retrieval ist eine durch die United States Securities and Exchange Commission (SEC) betriebene Datenbank für gesetzlich geforderte Reports aller Unternehmen, die laut US-Gesetz ihre Abschlüsse bei der SEC melden müssen (SEC Filing). Daten in EDGAR sind über das Internet zugänglich.
Die gesetzliche Grundlage für EDGAR sind die Gesetze::1–4
- 1933 Securities Act
- 1934 Securities Exchange Act
- 1939 Trust Indenture Act
- 1940 Investment Company Act.

Diese Gesetze regeln die Ausgabe von Wertpapieren börsennotierter Unternehmen. Die Verordnung der SEC zur Verwendung des EDGAR-Systems wurde im Abschnitt 17 des Code of Federal Regulations hinterlegt.:1–4
In der Vergangenheit bedeuteten diese Gesetze die Versendung der geforderten Daten auf Papier, mit der Post oder durch persönliche Lieferung.:1–4 Die Unterlagen wurden für die dauerhafte Aufbewahrung auf Mikrofilmen aufgezeichnet.:1–4 1980 gingen bei der SEC so ca. 12 Mio. Seiten Unterlagen pro Jahr ein.:1–4 Die Bearbeitung des Papiers wurde so aufwändig, dass man über elektronische Verfahren nachdachte.
Das System erhielt den Namen EDGAR für Electronic Data Gathering, Analysis, and Retrieval, engl. für elektronische Datensammlung, -analyse und -abruf. Das primäre Ziel war es, den Einreichern die Möglichkeit der elektronischen Einreichung zu erlauben und gleichzeitig sollte die Möglichkeit des SEC-Personals verbessert werden, die Unterlagen zu sichten.:1–4

## Geschichte
Die Entwicklung eines elektronischen Ablagesystems für regulatorisch geforderte Berichte bei der SEC begann 1983. Im Herbst 1984 lag ein Pilotsystem vor, bei dem Berichte freiwillig hinterlegt werden konnten. Ab Juli 1992 war das System freiwilligen Anwendern zugänglich.
Im Februar 1993 erließ die SEC schließlich Interimsregeln, die die Anlieferung der Daten durch direkte Übertragung, Diskette oder Magnetband vorschrieben.:1–4 Ab dem 26. April 1993 wurden diese Regeln in mehreren Schritten mit zunehmend mehr Anwendern getestet. Vom 1. Januar bis zum 30. Juli 1994 untersuchten SEC-Mitarbeiter das System und die Daten und bewerteten die Ergebnisse.:1–4 Mit dem positiven Bescheid dieser Gruppe begann der endgültige Einführungsprozess. Nach einer Serie kleinerer Änderungen wurden ab dem 1. Januar 1998 eingereichte Papierversionen nicht mehr akzeptiert. Ab dem 28. Juni 1999 akzeptierte die SEC auch Einreichungen in HTML. Gleichzeitig konnten nun auch inoffizielle Begleitdokumente in PDF-Format eingereicht werden, d. h. die Report konnten in einer menschenlesbaren Form hinterlegt werden. Diese Dokumente mussten inhaltlich mit den eingereichten elektronischen Varianten übereinstimmen, durften aber so formatiert sein, dass ein Mensch sie leicht lesen konnte.
Ab dem 24. April 2000 konnte das System direkt über das Internet gespeist werden. Die HTML-Dateien durften nun auch grafische Elemente enthalten und die Verwendung von Hyperlinks wurde ausgeweitet. Kurz darauf, ab dem 1. Januar 2001 durften keine Disketten mehr zur Einreichung verwendet werden.
Ab dem 26. April 2004 wurde das Zugangssystem aktualisiert und CIKs (Central Index Keys) wurden ausgegeben, öffentliche Nummern, die jeden Teilnehmer am System eindeutig kennzeichnete.

## Systemumgebung
EDGAR ist ein vollautomatisches Computersystem mit verschiedenen Subsystemen. Die Hardware wird im SEC Operations Center in Alexandria unterhalten. Sie besteht im Wesentlichen aus dem aktiven System und einem Entwicklungssystem.:1–4 An der Entwicklung ist auch Leidos beteiligt.

## Angriffe auf die Datenbank
Im September 2017 veröffentlichte das Forbes Magazine, dass die EDGAR Datenbank des SEC im Jahr 2016 durch Hacker angegriffen worden war und die Hacker möglicherweise finanzielle Vorteile für sich erreichen konnten, indem sie möglicherweise Zugriff auf nicht-öffentliche Informationen erlangten. Im Januar 2019 informierte der zuständige Staatsanwalt des Justizministerium der Vereinigten Staaten über die Anklage in sechzehn Punkten von zwei ukrainischen Staatsangehörigen und einigen weiteren Beteiligten.